# دافني رولييه
دافني رولييه (من مواليد 12 فيفري 1968 في باريس ) هي صحفية و مذيعة في برامج تلفزية فرنسية.
كانت في البداية مذيعة أخبار تلفزيونية على قناة LCI ثم على قناة Canal+. من عام 2001 إلى عام 2005، قدمت مجلة + كلير، مجلة Canal + الإعلامية. من عام 2005 إلى عام 2008، استضافت العديد من البرامج المخصصة للسينما في مجموعة Canal+. من عام 2009 إلى عام 2012، قدمت تأثير الفراشة في Canal+، وهي مجلة إخبارية تولت إدارتها منذ عام 2013. ومن عام 2014 إلى عام 2016، قدمت الحياة لعبة، وهي مقابلة أسبوعية على قناة France Inter.

## المذكرات و المراجع
1. ↑  GeneaStar | Daphné Roulier، QID:Q98769076
2. ↑   http://www.gala.fr/l_actu/news_de_stars/daphne_roulier_dit_oui_a_antoine_de_caunes_54762. {{استشهاد ويب}}: |url= بحاجة لعنوان (مساعدة) والوسيط |title= غير موجود أو فارغ (من ويكي بيانات) (مساعدة)